# Samer Abu Daqqa
Samer Abu Daqqa (arabisch سامر أبو دقة, DMG Sāmir Abū Daqqa; auch Samer Abudaqa) (geb. 1978 in Abasan al-Kabira im Gazastreifen; gest. 15. Dezember 2023 in Chan Yunis) war ein belgisch-palästinensischer Kameramann, der für den Fernsehsender Al Jazeera arbeitete.

## Leben
Er erwarb einen Bachelor-Abschluss in Journalismus und Medien an der Al-Azhar-Universität in Gaza. Er begann seine Arbeit als Journalist für die Zeitung Al-Shaab und wechselte 2004 zu Al Jazeera. Er war einer der Gründer des Senderbüros im Gazastreifen, wo er 19 Jahre lang als Fotograf und Techniker für Al Jazeera arbeitete. Er gewann 2004 den Distinguished Arab Journalist Award der Union of Arab Journalists und 2007 den Distinguished International Journalist Award von Reporter ohne Grenzen.
Er kam am 15. Dezember 2023 in Chan Yunis ums Leben. Dem Komitee zum Schutz von Journalisten zufolge wurde er bei einem israelischen Drohnenangriff getötet, während er eine Reportage durchführte. Nach Angaben von Al Jazeera verblutete er, nachdem er mehr als fünf Stunden lang keine medizinische Hilfe erhalten hatte. Bei demselben Angriff wurde Wael al-Dahdouh verletzt.